# Варіс Дірі
Варіс Дірі (сом. Waris Diiriye, нім. Waris Dirie, араб. واريس ديري; нар. 1965, Галькайо, Сомалі) — письменниця й феміністка сомалійського походження, з 2005 року громадянка Австрії. Колишня модель, акторка. Авторка (1998) бестселлера-автобіографії «Квітка пустелі», екранізованого у 2009 році. Амбасадорка ООН проти жіночого обрізання.

## Ранні роки
Варіс Дірі народилася в клані кочовиків у Ґалькайо, Сомалі в 1965 році. У три роки щодо неї скоїли жіноче обрізання. В 13 років, щоб уникнути шлюбу з набагато старшим чоловіком, вона втекла з сім'ї до Могадішо, де якийсь час жила в родині своєї старшої одруженої сестри. Незабаром разом з кількома своїми родичами переїхала до Лондона в Англії, де жила і працювала на свого дядька, призначеного послом від Сомалі. Коли термін роботи дядька закінчився, Варі залишилася в Лондоні, знайшла роботу в місцевому McDonald's і стала відвідувати курси англійської мови.

## Кар'єра
Варіс Дірі випадково познайомилася з фотографом Теренсом Донованом, який допоміг їй потрапити на Календар Піреллі. Кар'єра Дірі почала стрімко розвиватися. Вона стала зніматися для реклами Chanel, levi's, l'oreal і Revlon.
У 1987 році виконала епізодичну роль у фільмі про Джеймса Бонда Іскри з очей. Працювала на подіумах Лондона, Мілана, Парижа та Нью-Йорка і з такими журналами, як Elle, Glamour і Vogue. 1995 року BBC випустила документальний фільм «A Nomad in New York», що розповідає про її кар'єру моделі.

## Феміністична діяльність
У 1997 році, на вершині кар'єри моделі, Варіс Дірі вперше розповіла в жіночому журналі Marie Claire про жіноче обрізання, яке вона пережила в дитинстві. 
В цьому ж році вона залишила роботу моделі, щоб сфокусуватися на роботі проти жіночого обрізання. У цей же рік вона була обрана спеціальною амбасадоркою ООН за заборону жіночого обрізання.
У 1998 році Варіс Дірі написала свою першу книгу, Квітка пустелі, автобіографію, яка стала бестселером.
У 2002 році організувала Фонд Варіс Дірі у Відні — організацію, покликану привернути увагу до небезпеки, пов'язаної з жіночим обрізанням.
У 2009 році вийшов фільм, оснований на її книзі Квітка пустелі.

## Книги та фільмографія
- Квітка пустелі
- Світанок в пустелі
- Діти пустелі
- Лист до моєї матері
- «Дочка кочовиків»
- «Сафа»

### Фільми
- Живі вогні (1987)
- Квітка пустелі (2009)